# Diamond Eyes (Boom-Lay Boom-Lay Boom)
Singles de Shinedown
The Crow and the Butterfly
(2010) Bully
(2012)
Diamond Eyes (Boom-Lay Boom-Lay Boom) est le treizième single du groupe Shinedown sorti en 2010.

## Liste des chansons
| No | Titre                                         | Durée |
| -- | --------------------------------------------- | ----- |
| 1. | Diamond Eyes (Boom-Lay Boom-Lay Boom)         | 5:36  |
| 2. | Breaking Inside (feat Lzzy Hale de Halestorm) | 3:47  |

## Performance dans les charts
| Charts                                   | Meilleur position |
| ---------------------------------------- | ----------------- |
| Billboard Bubbling Under Hot 100 Singles | 11                |
| Billboard Hot Mainstream Rock Tracks     | 1                 |
| Billboard Rock Songs                     | 7                 |
| Billboard Alternative Songs              | 17                |